# منسفیلد (داکوتای جنوبی)
منزفیلد(به انگلیسی: Mansfield) شهری در ایالت داکوتای جنوبی کشور ایالات متحده آمریکا است که جمعیت آن در سرشماری سال ۲۰۱۰ میلادی، ۹۳ نفر بوده‌است.